# Cattle station
En Australie et en Nouvelle-Zélande, une cattle station (station d'élevage) est une ferme spécialisée dans l'élevage bovin s’étendant sur une très grande surface.  Une « station » est l'équivalent d'un ranch américain. Le propriétaire d'une station d'élevage de bétail est appelé un éleveur (grazier).
La plus grande station d'élevage de bétail au monde est Anna Creek Station en Australie-Méridionale, qui couvre une superficie de 23,677 km2.

## Description

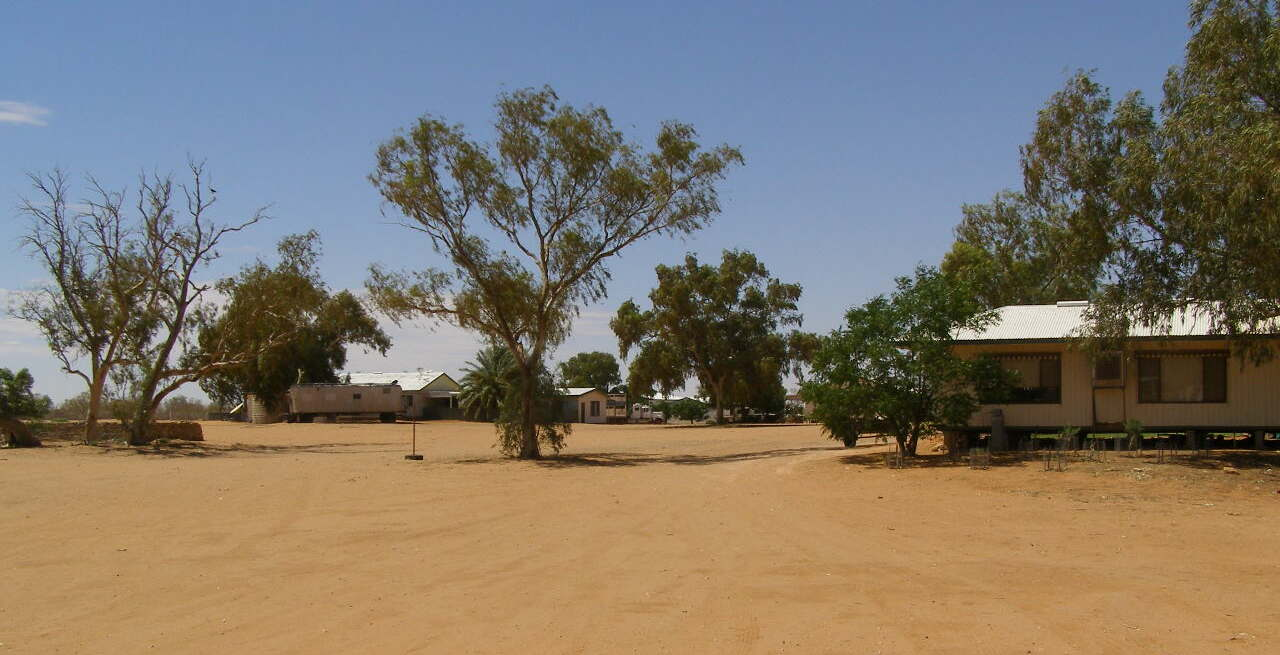
La propriété principale d'Anna Creek station.

Chaque station dispose d'une propriété où vit le propriétaire ou le gérant. Des chalets ou logements du personnel à proximité offrent un logement aux employés. Des hangars de stockage et des parcs à bétail sont également situés à proximité de la ferme. D'autres structures dépendent de la taille et de l'emplacement de la station. Les stations isolées disposent d'un atelier de mécanique, d'une salle de classe, d'un petit magasin général pour fournir les produits essentiels et éventuellement d'un espace de divertissement ou un bar pour les propriétaires et le personnel. L'eau peut être fournie par une rivière, des forages ou des cattle dam (barrages), en conjonction avec des réservoirs d'eau de pluie. De nos jours, si le réseau électrique rural n'est pas connecté, l'électricité est généralement fournie par un générateur, bien que les systèmes d'électricité solaire soient devenus de plus en plus courants.
À l'origine, les enfants étaient éduqués par correspondance, souvent sous la supervision d'une gouvernante, et via l'école des airs (en) (School of the Air), où les enfants de fermiers suivent les cours de leur professeur par le biais de récepteurs radio, mais de nombreux enfants des régions reculées allaient dans un pensionnat pour leur éducation secondaire. Le Royal Flying Doctor Service est disponible pour les stations éloignées de l'arrière-pays australien.